# Liste der deutschen Urteile zu Videoüberwachungen
Die Liste der deutschen Urteile zu Videoüberwachungen enthält eine Übersicht von Urteilen deutscher Gerichte zum Thema Videoüberwachung.
| Gericht                                                 | Rechtsgebiet                         | Datum      | Aktenzeichen          | Bemerkungen/Zitate | Quelle |
| ------------------------------------------------------- | ------------------------------------ | ---------- | --------------------- | --- | --- |
| Bundesgerichtshof                                       | Nachbarrecht                         | 2010-03-16 | VI ZR 176/09          | Die Befürchtung, durch vorhandene Überwachungsgeräte überwacht zu werden, ist dann gerechtfertigt, wenn sie aufgrund konkreter Umstände als nachvollziehbar und verständlich erscheint, etwa im Hinblick auf einen eskalierenden Nachbarstreit oder aufgrund objektiv Verdacht erregender Umstände. Liegen solche Umstände vor, kann das Persönlichkeitsrecht des (vermeintlich) Überwachten schon aufgrund der Verdachtssituation beeinträchtigt sein. Allein die hypothetische Möglichkeit einer Überwachung durch Videokameras und ähnliche Überwachungsgeräte beeinträchtigt hingegen das allgemeine Persönlichkeitsrecht derjenigen, die dadurch betroffen sein könnten, nicht. Deshalb ist die Installation einer Überwachungsanlage auf einem privaten Grundstück nicht rechtswidrig, wenn objektiv feststeht, dass dadurch öffentliche und fremde private Flächen nicht erfasst werden, wenn eine solche Erfassung nur durch eine äußerlich wahrnehmbare technische Veränderung der Anlage möglich ist und wenn auch sonst Rechte Dritter nicht beeinträchtigt werden. | Volltext u.v.a.m. |
| Landgericht Frankenthal                                 | Nachbarrecht                         | 2020-12-16 | 2 S 195/19            | Ein Unterlassungsanspruch kann auch bestehen, wenn Dritte eine Überwachung durch Überwachungskameras objektiv ernsthaft befürchten müssen ("Überwachungsdruck"). Eine solche Befürchtung ist dann gerechtfertigt, wenn sie aufgrund konkreter Umstände als nachvollziehbar und verständlich erscheint, etwa im Hinblick auf einen eskalierenden Nachbarstreit oder aufgrund objektiv Verdacht erregender Umstände. Allein die hypothetische Möglichkeit einer Überwachung durch eine Videokamera beeinträchtigt das allgemeine Persönlichkeitsrecht derjenigen, die dadurch betroffen sein könnten, nicht. Es kommt auf die Umstände des Einzelfalles an | Volltext u.v.a.m. |
| Landgericht Koblenz                                     | Nachbarrecht                         | 2019-09-05 | 13 S 17/19            | Bei der Installation von Videoüberwachungsanlagen auf einem Privatgrundstück muss sichergestellt sein, dass weder angrenzende öffentliche Bereiche, noch benachbarte Privatgrundstücke von den Kameras erfasst werden. Etwas anderes gilt in Einzelfällen lediglich dann, wenn bei einer Abwägung mit dem Persönlichkeitsrecht ein überwiegendes Interesse des Betreibers der Anlage angenommen werden kann. | Bericht Urteil des Monats |
| Verwaltungsgericht Gelsenkirchen                        | Polizeirecht                         | 2018-10-23 | 14 K 3543/18          | Das Anfertigen von Bild- oder Tonaufnahmen durch die Polizei bei Versammlungen ist – unabhängig davon, ob es sich nur um Übersichtsaufnahmen handelt – auch dann ein unzulässiger Eingriff in die Versammlungsfreiheit, wenn die Bilder lediglich zu Zwecken der Öffentlichkeitsarbeit verwendet werden sollen. | Volltext |
| Bundesarbeitsgericht                                    | Arbeitsrecht                         | 2018-08-23 | 2 AZR 133/18          | Klage gegen Kündigung auf Grundlage von gespeicherten Daten aus der Videoüberwachung | <Pressemitteilung des BAG> |
| Landgericht München I                                   | Zivilrecht: Wohnungseigentumsrecht   | 2011-11-11 | 1 S 12752/11          | Die Videoüberwachung der Tiefgarage einer WEG verstößt gegen das allgemeine Persönlichkeitsrecht der Wohnungseigentümer. Auch wenn es zuvor Diebstähle gegeben hat, können die Eigentümer die Videoüberwachung nicht mehrheitlich beschließen. | Volltext Zusammenfassung (Haufe) Zusammenfassung (Czarnetzki) |
| VG Berlin                                               | Versammlungsrecht                    | 2010-07-05 | 1 K 905/09            | Das anlasslose Filmen einer Versammlung durch die Polizei verstößt wegen der einschüchternden Wirkung gegen Art. 8 GG. | Volltext |
| VG Wiesbaden                                            | Verwaltungsrecht                     | 2010-01-20 | 6 K 1063/09.WI        | Die Gerichtsöffentlichkeit ist nicht hinreichend gewährleistet, sofern die begründete Befürchtung besteht, dass Interessierte an der Teilnahme an Gerichtsverhandlungen durch die in dem Gebäude vorhandene Videoüberwachung und Personenkontrolle gehindert bzw. abgeschreckt werden, an öffentlichen Sitzungen teilzunehmen. | Volltext |
| AG München                                              | Zivilrecht                           | 2009-10-16 | 423 C 34037/08        | Die Videoüberwachung durch eine im Hauseingangsinnenbereich (hier: Treppenhaus im Erdgeschoss) eines Mietobjekts angebrachte Kamera stellt – unabhängig davon, ob eine Speicherung der Aufnahmen erfolgt – einen erheblichen Eingriff in das Persönlichkeits- und Selbstbestimmungsrecht des Mieters sowie in dessen Besitzrecht an der gemieteten Wohnung dar. | Volltext |
| Oberverwaltungsgericht für das Land Nordrhein-Westfalen | Verwaltungsrecht                     | 2009-05-08 | 16 A 3375/07          | Die nicht anlassbezogene Speicherung der durch die Überwachung der Bibliothek des Kommunalwissenschaftlichen Instituts der Universität Münster mit einer Videoanlage erhobenen Daten ist unzulässig. | Volltext |
| KG Berlin                                               | Zivilrecht                           | 2008-08-04 | 8 U 83/08             | Auch wenn es in einem Aufzug eines Miethauses zu Vandalismus gekommen ist, hat der Eigentümer des Hauses nicht das Recht, eine Videokamera im Lift zu installieren. | Volltext |
| VG Münster                                              | Verwaltungsrecht                     | 2007-10-19 | 1 K 367/06            | Die nicht anlassbezogene Speicherung der durch die Überwachung der Bibliothek des Kommunalwissenschaftlichen Instituts der Universität Münster mit einer Videoanlage erhobenen Daten ist unzulässig. | Volltext |
| BAG                                                     | Arbeitsrecht                         | 2008-08-26 | 1 ABR 16/07           | Die Videoüberwachung des Innenbereichs ist nur für die Dauer von vier Wochen nach Auftreten eines Diebstahls zulässig. Der Außenbereich darf permanent überwacht werden, wenn sich Personen dort nur kurzzeitig aufhalten. | Volltext |
| AG Hamburg                                              | Zivilrecht                           | 2008-04-22 | 4 C 134/08            | Die Videoüberwachung der Aufenthaltsbereiche in einem Gastronomiebetrieb ist unzulässig. | Volltext |
| OLG Köln                                                | Zivilrecht                           | 2005-07-05 | 24 U 12/05            | Die dauernde, schrankenlose und heimliche Videoüberwachung einer Gemeinschaftswaschküche ist trotz früherer Beschädigungen an Waschmaschinen grundsätzlich unzulässig. | NJW 2005, 2997, Volltext |
| BAG                                                     | Arbeitsrecht                         | 2004-06-29 | 1 ABR 21/03           | Eine dauerhafte Videoüberwachung von Arbeitnehmern ohne konkreten Verdacht ist unverhältnismäßig. | Pressemeldung |
| AG Spandau                                              | Mietrecht                            | 2004-01-06 | 5 C 557/03            | Montieren Hauseigentümer eine Überwachungskamera vor ihren Hauseingang, darf diese das Nachbarhaus nicht mit erfassen. | Volltext |
| AG Mitte                                                | Zivilrecht                           | 2003-12-18 | 16 C 427 / 02         | Erlaubt ist lediglich das Filmen der Geschehnisse in einem schmalen Streifen entlang der Hauswand. | Artikel Volltext (PDF; 821 kB) |
| LG Zweibrücken                                          | Strafprozessrecht                    | 2003-11-03 | Qs 10/03; Qs 11/03    | Heimlich angefertigte Videoaufnahmen zum Belegen von Diebstählen, können als Beweismittel im Strafverfahren berücksichtigt werden, wenn dem Unternehmer die Aufklärung durch weniger einschneidende Mittel nicht möglich war. | NJW 2004, 85, Volltext |
| AG Gummersbach                                          |                                      | 2003-08-21 | 10 a Gs 239/03        | 1. Die bei Einsatz eines elektronischen Mauterfassungssystems gewonnenen Daten unterliegen unter den Voraussetzungen der §§ 100g, 100h StPO der Beschlagnahme zum Zweck der Strafverfolgung. 2. Das im Autobahnmautgesetz festgelegte Datenverarbeitungs- und -verwertungsverbot ist im Lichte der §§ 100g, 100h StPO einschränkend auszulegen; ein umfassendes, auch die allgemeinen strafprozessualen Eingriffsbefugnisse einschließendes Verwertungsverbot kann dem Autobahnmautgesetz nicht entnommen werden. | NJW 2003, 240 |
| BAG                                                     | Arbeitsrecht                         | 2003-03-27 | 2 AZR 51/02           | Außerordentliche Kündigung wegen des Verdachts der Unterschlagung – Zulässigkeit verdeckter Videoüberwachung | Volltext |
| LAG Berlin                                              | Arbeitsrecht                         | 2003-03-05 | 10 TaBV 2089/02       | Der Spruch einer Einigungsstelle zur Einführung einer Videoüberwachung in einem Berliner Briefverteilzentrum der Deutschen Post AG ist unwirksam. | Volltext |
| AG Frankfurt am Main                                    | Nachbarrecht                         | 2002-09-02 | 65 UR II 149/02       | Alle Wohnungseigentümern müssen dem Anbringen einer Videoüberwachungsanlage zum ausschließlichen Gebrauch durch einen Sondereigentümer zustimmen, da die Überwachung mit einer Videokamera im Eingangsbereich einen Eingriff in das Persönlichkeitsrecht der übrigen Eigentümer darstellt. | NJW-RR 2003, 158 NZM 2003,68 DSB 2003, 14 (red. Vahle) Artikel |
| VGH München                                             | Gewerberecht                         | 2002-07-31 | 22 B 02.965           | | GewA 2002, 471 |
| KG Berlin                                               | Nachbarrecht                         | 2002-06-26 | 24 W 309/01           | Wird eine Videoüberwachung im Hauseingangsbereichs einer Wohnungseigentumsanlage eingeführt, wobei die Aufnahme in das hausinterne Kabelnetz ohne technische Beschränkungen übertragen wird, verstößt dies gegen die Grundsätze einer ordnungsmäßigen Verwaltung. | RDV 2002, 237 NZM 2002, 702 NJW 2002, 2798 WuM 2002, 507 ZMR 2002, 846 MDR 2002, 1364 DuD 2002, 633 Volltext |
| BayObLG                                                 | Ladendiebstahl                       | 2002-01-24 | 2 St RR 8/02          | Ein Kaufhaus darf seine Kunden mit Videokameras überwachen, wenn der Kunde am Eingang darauf hingewiesen wird. | NJW 2002, 2893 |
| LAG Niedersachsen                                       | Arbeitsrecht                         | 2001-12-19 | 6 Sa 1376/01          | | juris (ArbN 3/02,26) |
| LAG Kiel                                                | Arbeitsrecht                         | 2001-12-04 | 1 Sa 392 b/01         | | juris |
| OLG Karlsruhe                                           | Nachbarrecht                         | 2001-11-08 | 12 U 180/01           | verdeckte Videoüberwachung zur Ermittlung von Hausbewohnern als Schädiger eines Kfz | VersR 2002, 590 |
| VG Göttingen                                            |                                      | 2001-10-17 | 3 B 3157/01           | | juris |
| VG Karlsruhe                                            | Polizeirecht                         | 2001-10-10 | 11 K 191/01           | Videoüberwachung öffentlicher Plätze in Baden-Württemberg zulässig | NVwZ 2002, 117 NZM 2002, 135 VBlBW 2002, 131 DuD 2002, 430 (Anm. Achelpöhler/Niehaus S. 731) VR 2002, 281 DSB 2002, 21 (red. Vahle) DVP 2002, 345 (Anm. Vahle) Volltext |
| LAG Hamm                                                | Arbeitsrecht                         | 2001-07-24 | 11 Sa 1524/00         | Der Chef darf seine Mitarbeiter nicht heimlich per Videokamera überwachen. Eine daraufhin ausgesprochene Kündigung ist unwirksam. | RDV 2001, 288 DuD 2002, 108 DSB 2001, 21 (red. Vahle) EzA-SD 01 Nr. 21, 5 NZA-RR 2002, 464 ArbRB 2001, 68 (red. Lunk) Volltext |
| OLG Hamm                                                | Prozessrecht                         | 2001-07-17 | 3 Ss 478/01           | | StraFo 2001, 415 NStZ-RR 2002, 14 StV 2002, 187 |
| AG Dülmen                                               | Strafrecht                           | 2001-07-12 | 3 C 271/01            | | NJW-RR 2002, 91 DSB 2002, 17 (red. Vahle) |
| LG Potsdam                                              | Vollzugsrecht                        | 2001-06-19 | 20 Vollz 40/01        | | R&P 032, 104 (Anm. Pollähne) |
| OLG Düsseldorf                                          | Zivilrecht                           | 2001-06-01 | 14 U 255/00           | | NJW-RR 2001, 1607 DAR 2001, 503 OLGR Düsseldorf 2002, 61 |
| AG Stuttgart                                            | Strafrecht                           | 2001-04-18 | 8 Cs 32 Js 616887/00  | Verwertungsverbot nach rechtswidriger Videoüberwachung | unveröff (orig. Datei LDS-SH) Volltext |
| ArbG Frankfurt am Main                                  | Arbeitsrecht                         | 2001-01-31 | 7 Ca 3997/00          | | juris (SuP 2001, 539) |
| OLG Hamm                                                | Vollzugsrecht                        | 2001-01-30 | 1 Vollz (Wz) 131/2000 | | DuD 2002, 631 |
| BGH                                                     | Prozessrecht                         | 2001-01-24 | 3 StR 324/00          | | StV 2001, 216, Volltext |
| VG Leipzig                                              | Polizeirecht                         | 2000-12-04 | 3 K 1737/00           | | NVwZ 2001, 1317 NJW 2001, 389 (Anm. Walter) DVP 2002, 388 (Anm. Haurand) |
| LG Berlin                                               | Mietrecht                            | 2000-10-31 | 65 S 279/00           | Mieter können den Abbau von Videoüberwachungskameras im Eingangsbereich des Hauses verlangen, weil durch diese ihr Persönlichkeitsrecht verletzt werden könnte. | ZMR 2001, 112 NZM 2001, 207 Volltext |
| Oberverwaltungsgericht für das Land Nordrhein-Westfalen | Polizeirecht                         | 2000-10-30 | 5 A 291/00            | | DÖV 2001, 476 DSB 2001, 24 (red. Vahle) Krim 2001, 672 (red. Vahle), Volltext |
| ArbG Frankfurt am Main                                  | Arbeitsrecht                         | 2000-09-26 | 18 Ca 4036/00         | Arbeitnehmer, die unerlaubt per Video überwacht werden, können von ihrem Chef unter Umständen Schmerzensgeld einfordern. | RDV 2001, 190 DSB 2001, 18 (red. Vahle) DVP 2002, 86 (Anm. Vahle) Volltext |
| OLG München                                             | Prozessrecht                         | 2000-05-23 | 1 Ws 310/00           | | StV 2000, 352 |
| AG Schöneberg                                           | Mietrecht                            | 2000-05-10 | 12 C 69/00            | | ZMR 2000, 542 NZM 2000, 983 GE 2001, 184 (Anm. n.n.) |
| BVerfG                                                  | Prozessrecht                         | 2000-03-09 | 2 BvR 1087/91         | | Volltext (Nichtannahmebeschluß zu BGH v. 14. Mai 1991) |
| AG Schöneberg                                           | Mietrecht                            | 2000-03-08 | 7 C 471/99            | | ZMR 2000, 684 GE 2001, 211 |
| BayObLG                                                 | Strafrecht                           | 2000-02-23 | 5 St RR 30/00         | Stinkefinger – per Überwachungsvideo übermittelt – kann eine Person beleidigen | NJW 2000, 1584 Volltext |
| VG Halle                                                | Prozessrecht                         | 2000-01-17 | 3 B 121/99            | Die bloße Videoüberwachung eines öffentlichen Platzes greift – im Gegensatz zur Videoaufzeichnung – nicht in das verfassungsrechtlich geschützte allgemeine Persönlichkeitsrecht (Art. 2 Abs. 1 GG) ein. | Leitsatz LKV 2000, 164 |
| BAG                                                     | Arbeitsrecht                         | 2000       | 2 AZR 51/02           | Verdeckte Videoüberwachung bei begründetem Verdacht | Leitsatz |
| LAG Stuttgart                                           | Arbeitsrecht                         | 1999-05-06 | 12 Sa 115/97          | | BB 1999, 1439 AuR 1999, 491 DVP 1999, 479 (Anm. Vahle) DSB 1999, 14 (red. Vahle) |
| LG Darmstadt                                            | Mietrecht                            | 1999-03-17 | 8 O 42/99             | | NZM 2000, 360 |
| LAG Köln                                                |                                      | 1999-02-16 | 11 Sa 795/98          | | juris |
| OLG Schleswig                                           | Nachbarrecht                         | 1998-10-16 | 1 U 194/97            | Video-Aufnahmen mit einer Überwachungskamera können rechtswidrig sein, wenn sie zu sehr in die Persönlichkeitssphäre anderer eingreifen. | Volltext |
| OLG Karlsruhe                                           | Nachbarrecht                         | 1998-08-12 | 6 U 64/97             | | WuM 2000, 128 OLGR Karlsruhe 1999, 83 |
| LG Braunschweig                                         | Nachbarrecht                         | 1998-03-18 | 12 S 23/97            | | NJW 1998, 2457 DVP 1999, 258 (Anm. Vahle) |
| BGH                                                     | Prozessrecht                         | 1998-01-29 | 1 StR 511/97          | Die Polizei darf den Eingangsbereich vor dem Haus eines Verdächtigen längerfristig und ununterbrochen mit einer Videokamera filmen. | BGHSt 44, 13 StV 98, 169 NStZ 1998, 629 (Anm. Amelung S. 631, Asbrock S. 632) NJW 1998, 1237 (Anm. Gehrlein/Schübel 1999, 104) JA 1998, 539 JZ 1998, 794 (Anm. Rogall S. 796) DVP 1998, 263 (Anm n.n.) Krim 1998, 350 DuD 1998, 410 RDV 1998, 212 Volltext |
| OLG Düsseldorf                                          | Versicherungsrecht                   | 1997-11-28 | 4 U 141/96            | | RuS 1998, 160 ZfSch 1998, 187 |
| LG Itzehoe                                              | Nachbarrecht                         | 1997-09-11 | 7 (9) O 51/96         | | SchlHA 1997, 262 |
| LG Hamburg                                              | Versicherungsrecht                   | 1997-04-29 | 309 S 276/96          | | juris (NJWE-VHR 1997, 214) |
| AG Wedding                                              | Mietrecht                            | 1997-04-09 | 17 C 193/96           | | WuM 1998, 342 |
| LG Stuttgart                                            | Prozessrecht                         | 1997-02-26 | 19 KLs 43/96          | | unveröff. (zu BGHSt 44, 13) |
| LG Gießen                                               |                                      | 1996-11-15 | 1 S 297/95            | Ein heimliches Video, dass der Ehemann angefertigt hat, um die ehelichen Verfehlungen seiner Frau festzuhalten, darf zu Beweiszwecken in einem Scheidungs- und Sorgerechtsverfahren eingesetzt werden. | Volltext |
| LAG Köln                                                | Arbeitsrecht                         | 1996-08-30 | 12 Sa 639/96          | | BB 1997, 476 RDV 1997, 183 DuD 1998, 104 |
| BGH                                                     | Nachbarrecht                         | 1995-04-25 | VI ZR 272/94          | Die Herstellung von Bildnissen einer Person, insb. die Filmaufzeichnung mittels einer Videokamera, kann auch in der Öffentlichkeit zugänglichen Bereichen, etwa auf einem öffentlichen Weg, einen unzulässigen Eingriff in das allgemeine Persönlichkeitsrecht des Betroffenen darstellen, selbst wenn keine Verbreitungsabsicht besteht. | NJW 1995, 1955 JZ 1995, 1115 (Anm. Helle) DVP 1996, 85 (Anm n.n.) Volltext |
| AG Köln                                                 | Mietrecht                            | 1994-12-20 | 208 C 57/94           | | NJW-RR 1995, 1226 |
| BAG                                                     | Arbeitsrecht                         | 1991-05-15 | 5 AZR 115/90          | | BAGE 68, 52 |
| BGH                                                     | Prozessrecht                         | 1991-05-14 | 1 StR 699/90          | | NJW 1991, 2651 JuS 1992, 161 (Anm. Amelung/Kerckhoff 1993, 196) NStZ 1992, 44 (Anm. Rogall S. 45 + Schön S. 504) JR 1992, 316 (Anm. Hippel/Weiß) BGHR § 160 Abs. 1 StPO Videoüberwachung 1 StV 91, 403 + 499 (Anm. Gusy) NJW-CoR 1992, 26 (Anm. n.n.) wistra 1991, 269 MDR 1991, 885 DÖV 1991, 849 CR 1992, 123 Jura 1992, 520 (Anm. Wolter) RpflStud 1995, 99 (red. Frohn) |
| SG München                                              | Ö/A                                  | 1990-05-15 | S 40 AI 666/89        | | CR 1991, 417 RDV 1992, 85 |
| OVG Bremen                                              | Versammlungsrecht                    | 1990-04-24 | 1 BA 18/89            | | NVwZ 1990, 1188 DVBl 1990, 1048 MDR 1990, 950 RDV 1990, 255 StV 1991, 123 |
| LG Nürnberg-Fürth                                       | Prozessrecht                         | 1990-02-21 | 13 KLs 222 Js 2962/88 | | unveröff. (zu BGH NJW 1991, 2651) |
| LAG Frankfurt am Main                                   | Arbeitsrecht                         | 1989-09-28 | 9 Sa 73/89            | | juris (zu BAGE 68, 52, siehe unten) BB 1990, 1280 (Leitsatz) |
| VG Berlin                                               | Gewerberecht                         | 1989-05-10 | 4 A 428.86            | | GewA 1990, 61 |
| LG Zweibrücken                                          | Nachbarrecht                         | 1989-02-20 | 1 O 738/88            | | MDR 1990, 549 |
| VG Bremen                                               | Versammlungsrecht                    | 1988-12-05 | 4 A 226/86            | | NVwZ 1989, 895 Pol 1989, 202 DuR 1989, 332 |
| BVerwG                                                  | Ö/A                                  | 1988-08-31 | 6 P 35/85             | Eine zur verdeckten Beobachtung von Beschäftigten am Arbeitsplatz eingesetzte Betriebsfernsehanlage (Videoanlage) ist auch dann eine im Sinne des § 75 Absatz 3 Nummer 17 BPersVG zur Überwachung des Verhaltens oder der Leistung der Beschäftigten bestimmte technische Einrichtung, wenn ihr Einsatz nur der Aufklärung von Unregelmäßigkeiten dient und sie keine reproduzierbaren Aufzeichnungen herstellt. | BVerwGE 1990, 61 ZBR 1989, 14 DVBl 1989, 200 NJW 1989, 848 RDV 1989, 80 |
| BAG                                                     | Arbeitsrecht                         | 1987-10-07 | 5 AZR 116/86          | 1. Eine Verletzung des Persönlichkeitsrechts eines Arbeitnehmers kann vorliegen, wenn er einem ständigen lückenlosen Überwachungsdruck dadurch unterworfen wird, dass der Arbeitgeber sich vorbehält, jederzeit ohne konkreten Hinweis den Arbeitsplatz durch versteckt aufgestellte Videokameras zu beobachten. 2. Eine Maßnahme der vorbezeichneten Art kann allerdings gerechtfertigt sein, wenn überwiegende schutzwürdige Interessen des Arbeitgebers sie erfordern. Hierzu bedarf es eines substantiierten Sachvortrages. | Volltext AuR 87, 415 |
| OLG Frankfurt am Main                                   | Nachbarrecht                         | 1980-11-06 | 16 U 146/80           | Einer Wohnungsinhaberin steht ein Unterlassungsanspruch gegen Mitbewohner zu, die sie und ihre Besucher fotografieren, um die Fotos in einem Rechtsstreit als Beweismittel für die Behauptung vorzulegen, die Inhaberin gehe in ihrer Wohnung der Prostitution nach. | MDR 1981, 316 |
| AG Landshut                                             | Verletzung des Persönlichkeitsrechts | 2019-11-29 | 1 C 28/19             | Klage gegen Videoüberwachung des nachbarschaftlichen Grundstücks mit Dome Kameras Konfiguration der Videoüberwachung: https://kamba4.crux.uberspace.de/de/?lat=48.5332848&lon=12.1392027&zoom=18 Urteil: Das Versäumnisurteil des Amtsgerichts Landshut in dieser Sache vom 2. April 2019 wird mit der Maßgabe aufrechterhalten, dass die Beklagten verurteilt werden, durch geeignete Maßnahmen sicherzustellen, dass von auf ihrem Grundstück xxx-Str. 18, 840xx Landshut angebrachten Dome-Überwachungskameras – unabhängig von der Ausrichtung der Kamera selbst – keine Sichtlinie auf das Grundstück des Klägers xxx-Str. 16, 840xx Landshut besteht. Versäumnisurteil vom 2. April 2019: Die Beklagten werden verurteilt es zu unterlassen, das Grundstück des Klägers FL-Nr.xxx (xxx-Str. 16, 840xx Landshut) inklusive dessen Wohn- und Nebengebäuden durch Videokameras zu überwachen. Rechtskräftig seit dem 15.01.2020 | unveröffentlicht |